# Jenis av Rana
Jenis Kristian av Rana (Trongisvágur, 1953. január 7. –) feröeri orvos, politikus, a Miðflokkurin elnöke.

## Pályafutása
1983-ban szerzett orvosi diplomát. 1995 óta háziorvosként dolgozik Tórshavnban.
Először 1994-ben választották a Løgting képviselőjévé, melynek azóta folyamatosan tagja. Először 1994-1997 között volt a Miðflokkurin elnöke, majd 2001-ben, Álvur Kirke második elnöksége után ismét ő került a párt élére.
2010 szeptemberében kisebb diplomáciai viszályt váltott ki, hogy nem volt hajlandó részt venni egy vacsorán Jóhanna Sigurðardóttir izlandi miniszterelnökkel és azonos nemű házastársával.

## Magánélete
Szülei Aslaug és Dánjal av Rana Trongisvágurból. Felesége Anna szül. Absalonsen (Hanna és Absalon Absalonsen lánya).

## Fordítás
- Ez a szócikk részben vagy egészben a Jenis av Rana című norvég Wikipédia-szócikk ezen változatának fordításán alapul.  Az eredeti cikk szerkesztőit annak laptörténete sorolja fel. Ez a jelzés csupán a megfogalmazás eredetét és a szerzői jogokat jelzi, nem szolgál a cikkben szereplő információk forrásmegjelöléseként.